# Leprolochus birabeni
Leprolochus birabeni là một loài nhện trong họ Zodariidae.
Loài này thuộc chi Leprolochus. Leprolochus birabeni được Cândido Firmino de Mello-Leitão miêu tả năm 1942.